# Prießnitz-Wasserfall und Uferhänge
Prießnitz-Wasserfall und Uferhänge ist ein Flächennaturdenkmal (ND 6) an der Prießnitz in der Dresdner Heide. 

## Geografie

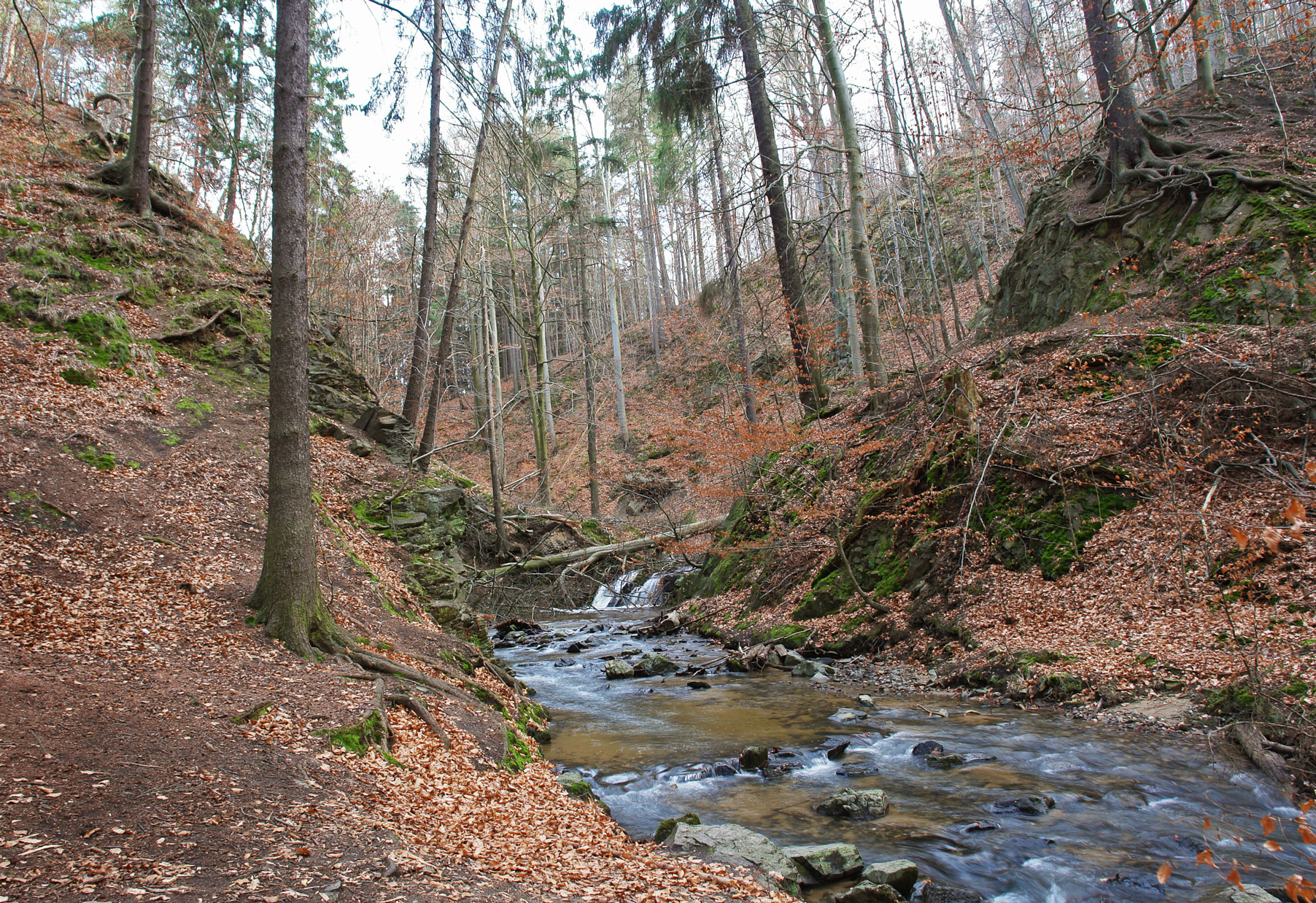
Prießnitz-Wasserfall im Flächennaturdenkmal Prießnitz-Wasserfall und Uferhänge

Das 2,1 Hektar große Flächennaturdenkmal befindet sich am Mittellauf der Prießnitz im Landschaftsschutzgebiet Dresdner Heide, etwa 5 Kilometer nordöstlich des Prießnitztalviadukts und 500 Meter östlich des Waldbades Klotzsche im Staatsforst-Revier Klotzsche, Abteilung 233. Wenige Meter bachabwärts schlägt die Prießnitz einen Bogen, der ihren bis dahin nordwestlichen Lauf gen Südwesten zur Elbe hin ändert.
Der überwiegende Teil des FND befindet sich zudem im 2002 eingerichteten FFH-Gebiet Prießnitzgrund.

## Schutzgegenstand
Am 3. Januar 1985 fasste der Rat der Stadt Dresden einen Beschluss zur Unterschutzstellung von Naturdenkmalen. Dabei wurde für den Prießnitzwasserfall das pleistozäne epigenetische Durchbruchstal im Lausitzer Granodiorit hervorgehoben. Der sonst unter dem Sandboden befindliche Granodiorit tritt in Form einer Störungslinie kurz zu Tage und lässt dabei den Wasserfall mit einer Höhenstufe von etwa einem Meter entstehen. Bei den Uferhängen gibt es „[a]uf den Felspartien Vorkommen der Teufelsklaue (Huperzia selago) als seltene Charakterart der Berg-Nadelwälder in hier bemerkenswert niedriger Höhenstufe.“ Zudem ist der linksseitige Hang der einzig bekannte Standort des Christophskrauts (Actaea spicata) in der Dresdner Heide.